# Nossa Senhora de Almudena

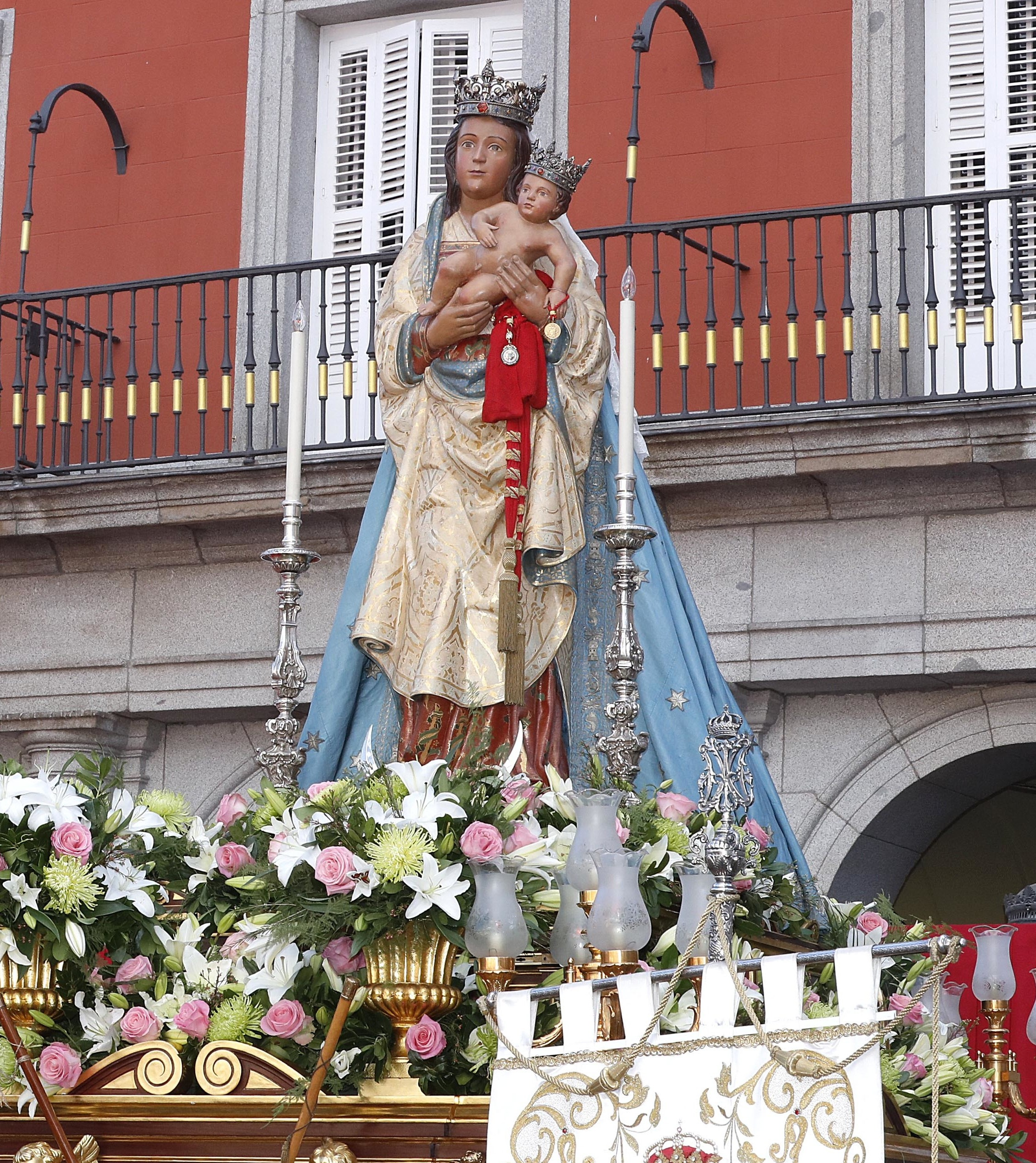
Imagem da Virgem de Almudena na Plaza Mayor de Madrid.

A Nossa Senhora de Almudena ou Virgem de Almudena é um culto mariano originário de Madrid, na Espanha; é a patrona dessa cidade. O seu nome provém do árabe Al Mudayna, o castelo.